# 那智黒石
那智黒石（なちぐろいし）は、三重県熊野市神川町で産出される粘板岩の一種。

## 概要
黒色で硬質の粘板岩で、新第三紀中新世の熊野層群から採取される。
江戸時代には、七里御浜で採取された那智黒石が庭園用の玉石として用いられており、貞享3年（1686年）刊の井原西鶴の『好色一代女』巻五には「盆山に、那智石を蒔きて」との文が見られる。「那智黒」という呼称の初出は、天保10年（1839年）に完成した『紀伊続風土記』とされる。

## 用途
碁石の黒石、硯、床置石、装飾品、那智黒成型品などに加工される。
平安時代にはすでに硯の材料として使用されていたとされる。一方、黒碁石として広く用いられるようになったのは明治20年頃以降と考えられている。
工芸品では熊野市神川町の徳村屋（1956年創業）が那智黒石の干支置物を製作していたが、2023年（令和5年）7月16日の火災で道具や資料が失われてしまい廃業を決定した。
那智黒成型品とは、那智黒石を粉末状にして、樹脂を混ぜ合わせ、型に流し込んで成型したものをいう。一般に、「那智黒手磨き工芸品」又は「ニュー那智黒（登録商標）」と呼ばれる。
黒色で緻密であり、金属の条痕色が判別しやすいため試金石として用いられる。

## 産出地
那智黒石は、名称に「那智」を含んでおり、また、主に和歌山県東牟婁郡那智勝浦町の熊野那智大社周辺で販売されているが、産出地は那智勝浦町ではなく、三重県熊野市神川町周辺である。
このような名称のために産出地が混同されることが多く、熊野市による1997年頃の調査では184の辞書・辞典類のうち38に那智地方産などとする誤記があった。そこで熊野市が訂正を申し入れたところ、大半の出版社が誤りを認め、次の機会に訂正する旨を回答する等していた。
平凡社は2024年（令和6年）3月に28年ぶりに改訂した地学団体研究会編『最新 地学事典』において熊野市神川町産であることを明記した。
しかし、岩波書店の『広辞苑』については、1955年の初版から産出地が「和歌山県那智地方」と誤って記載されており、熊野市からの申し入れ後の第五版・第六版でもそのままになっていた、と2013年に広く報道された。これに対して、岩波書店は、1997年頃に熊野市から指摘を受けて検討した結果、『紀伊続風土記』等の江戸時代の史料に那智地方で産出する旨の記述があることから、1998年刊行の『広辞苑 第五版』で解説文を「那智地方に産した」という過去形に変更しており、現在の採石地が那智地方であるとは説明していないと主張するとともに、これらの報道は「事実経過を歪曲し、また『広辞苑』の記述を誤りと決めつけた不当な内容となっている」とウェブサイト上で反論している。